# Sebaea pleurostigmatosa
Sebaea pleurostigmatosa är en gentianaväxtart som beskrevs av O.M. Hilliard och B.L. Burtt. Sebaea pleurostigmatosa ingår i släktet Sebaea och familjen gentianaväxter. Inga underarter finns listade i Catalogue of Life.